# Apollo 11 (film din 2019)
Apollo 11 este un documentar american din 2019 editat, produs și regizat de Todd Douglas Miller. Se concentrează pe misiunea Apollo 11 din 1969, prima misiune spațială umană pentru a aseleniza pe Lună. Filmul este alcătuit exclusiv din materiale de arhivă, inclusiv un film de 70 mm care nu a fost dat publicității și nu conține narațiuni, interviuri sau recreații moderne.
Filmul a avut premiera la Festivalul de Film Sundance la 24 ianuarie 2019 și a fost lansat în cinematografe în Statele Unite la 1 martie 2019. Apollo 11 a primit aprecieri din partea criticilor și a încasat peste 8 milioane de dolari.

## Producția
CNN Films l-a abordat pe regizorul Todd Douglas Miller în 2016 pentru a realiza un film pentru cea de a 50-a aniversare a aselenizării misunii Apollo 11. La acea vreme, Miller termina The Last Steps, un documentar despre Apollo 17. Concepția lui Miller despre film s-a concentrat pe o abordare directă a cinematografiei; filmul final nu conține nici o voce-narațiune sau interviuri în afară de ceea ce era disponibil în materialul sursă contemporan, similar cu documentarul Senna din 2010.
În mai 2017, colaborarea dintre echipa de producție a lui Miller, NASA și National Archives and Records Administration a avut ca rezultat descoperirea unor imagini realizate pe 70 de mm de la lansarea și recuperarea Apollo 11, imagini nepublicate. Înregistrările în format mare includ scenele de la Complexul de Lansări 39, cu spectatorii prezenți pentru lansare, cu lansarea rachetei Saturn V, recuperarea astronauților Buzz Aldrin, Neil Armstrong și Michael Collins și a modulului de comandă Apollo 11 și eforturile post-misiune la bordul USS Hornet. Documentarul a inclus această înregistrare, alături de imaginile obișnuite a filmului de 35 și de 16 mm, fotografii cu natură moartă și film cu circuit închis.
Echipa lui Miller a folosit facilitățile Final Frame, o firmă post-producție din New York, pentru a realiza scanări digitale de înaltă rezoluție din toate materialele disponibile. Vehicule specializate, controlate climatic, au fost folosite pentru transportul în condiții de siguranță a materialului de arhivă la și de la Arhivele Naționale din Washington, DC. Echipa de producție a catalogat peste 11.000 de ore de înregistrări audio și sute de ore de video. Printre înregistrările audio s-au găsit 30 de casete cu înregistrări vocale la fiecare post de control al misiunii. Ben Feist, un inginer canadian de software, a scris software-ul pentru a îmbunătăți fidelitatea noilor informații audio disponibile. Arhivarul britanic și redactorul de film Stephen Slater, care a sincronizat înregistrările audio cu imaginile de 16 mm ale Mission Control în proiectele anterioare, a avut sarcina de a sincroniza înregistrările audio cu filmul. Echipa de producție a reușit să identifice Mother Country, o melodie a muzicianului John Stewart, în înregistrările vocale ale modulului lunar. Cântecul a fost prezentat ulterior în film.
Neon a obținut drepturi de distribuție ale filmului în cinematografe la nivel mondial în iulie 2018. În 2019, o versiune editată a filmului, redusă la 45 de minute pentru prezentarea în cinematografele IMAX, a fost lansată ca Apollo 11: First Steps.

## Muzica
Un album Apollo 11 (Original Motion Picture Soundtrack) compus de Matt Morton a fost lansat în întreaga lume de către Milan Records pentru descărcare digitală pe 8 martie 2019. Albumul cu șaptesprezece melodii va fi lansat pe CD pe 28 iunie și pe vinil pe 19 iulie 2019.

## Lansare
Premiera mondială a lui Apollo 11 a avut loc la Salt Lake City, la Festivalul de Film Sundance la 24 ianuarie 2019. A fost dată o lansare limitată în Statele Unite la 1 martie 2019 în IMAX prin Neon și a fost lansat în Marea Britanie la 28 iunie 2019 prin Universal Pictures.
Universal Pictures a lansat Apollo 11 în S.U.A. pentru descărcare digitală, DVD și Blu-ray pe data de 14 mai 2019. Discurile au două caracteristici suplimentare; o apariție de 3 minute intitulată Apollo 11: Discovering the 65mm și a unui forșpan.

## Primire
În weekendul său de deschidere, Apollo 11 a încasat 1,6 milioane de dolari din 120 de cinematografe IMAX (un venit brut de 13.392 $ per cinematograf), clasându-se pe locul 15 în box-office. În cel de-al doilea weekend, filmul a fost prezentat în 405 cinematografe tradiționale și a realizat 1,3 milioane de dolari, clasându-se pe locul 10 în box-office. În cel de-al treilea weekend, a câștigat 1,2 milioane de dolari din 588 de cinematografe.

## Răspunsul criticilor
La premiera de la Festivalul de Film Sundance din 2019, filmul a fost apreciat de critici, care au lăudat în mare măsură calitatea filmului. Pe Rotten Tomatoes, filmul are un rating de aprobare de 98% pe baza a 102 recenzii, cu un rating mediu de 9,07/10. Consensul critic al site-ului spune: Edificând și inspirând într-o măsură egală, Apollo 11 folosește în mod repetat imagini de arhivă pentru a trimite publicul să revină într-o perioadă importantă din istoria americană. Pe Metacritic filmul are un scor mediu ponderat de 87 din 100, pe baza a 29 de păreri, indicând recunoașterea universală.
Într-o recenzie pozitivă pentru IndieWire, David Ehrlich a complimentat capacitatea lui Miller de a face ca secvența de aselenizare să se simtă ca fiind unică și palpitantă iar claritatea filmului îți taie respirația. Într-o altă recenzie pozitivă, Owen Gleiberman de la Variety a numit filmul destul de spectaculos, iar mulți critici au comparat documentarul cu filmul Primul om pe Lună al lui Damien Chazelle din 2018. Glenn Kenny de la The New York Times a numit filmul cu totul înspăimântător și a scris: Deși știm cum se termină misiunea, filmul generează și menține suspansul. Și reaprinde un sentiment nebun de minunare, printre altele, față de ceea ce se poate face practic cu trigonometria. Matt Zoller Seitz de la RogerEbert.com a dat filmului patru stele din patru, numindu-l o injecție de adrenalină și îndemânare ... Filme astfel de complete imaginate și realizate în mod extatic sunt atât de rare încât, atunci când apare unul, face ca majoritatea celorlalte filme, chiar și cele bune, să pară slabe din punct de vedere al performanței. Orice informație pe care se întâmplă să o absorbiți în timp ce priviți Apollo 11 este secundară experienței viscerale de a-l privi și de a-l asculta. Paul Mavis pentru Movies & Drinks, a scris: Apollo 11 nu numai că vă face plăcere ca plimbarea cu un montagne russe, ci aduce înapoi un moment extrem de scurt în istoria americană, unde încrederea în superioritatea noastră tehnologică a creat un miraculos salt cuantic pentru noi ca o națiune (mai ales) unificată.